# Сіньял-Шатьма
Сінья́л-Шатьма́ (рос. Синьял-Шатьма, чув. Çĕньял Шетмĕ) — присілок у складі Красноармійського району Чувашії, Росія. Входить до складу Пікшицького сільського поселення.
Населення — 96 осіб (2010; 91 у 2002).
Національний склад:
- чуваші — 99 %